# Deutsch-Jemenitische Gesellschaft
Die Deutsch-Jemenitische Gesellschaft e.V. (DJG) ist ein deutscher eingetragener und als gemeinnützig anerkannter Verein, der sich der Pflege der Beziehungen zwischen Deutschland und dem Jemen widmet und 1970 in Schwaig bei Nürnberg gegründet wurde. Die Geschäftsstelle befindet sich heute in Freiburg im Breisgau. Die Gesellschaft fördert schwerpunktmäßig den menschlichen, kulturellen und wissenschaftlichen Austausch und weniger wirtschaftliche Kontakte. Über die DJG hinaus bekannt ist die Vereinszeitschrift Jemen-Report, welche in der Regel zweimal im Jahr erscheint.

## Geschichte der Gesellschaft
Die Journalisten und Schriftsteller Joseph U. Graf und Rudolph E. Bollinger gründeten am 27. Juli 1970 mit anderen Mitstreitern die Deutsch-Jemenitische Gesellschaft. Der Arbeitsschwerpunkt lag zu Anfang auf der Arabischen Republik Jemen (Nordjemen), nachdem dort 1969 der Bürgerkrieg geendet hatte. Bei der Gründung wurde U. Graf zum Vorsitzenden gewählt. 1981 wechselte der Vorsitz zum Geographen Horst Kopp. Während seines Vorsitzes gab es eine erste größere Welle an Tourismus, im Zuge dessen er die Reisenden über die DJG mit den ersten verlässlichen Karten des Jemen versorgte. Unter seiner Leitung entwickelte sich außerdem der Jemen-Report von einem reinen Mitteilungsblatt der Vereinsarbeit zu einer in Fachkreisen anerkannten Zeitschrift zur jemenitischen Landeskunde. Die Vereinigung des Nord- und des Südjemen zu einem gemeinsamen Staat Jemen am 22. Mai 1990 und die deutsche Wiedervereinigung hatten einen deutlichen Einfluss auf die DJG. Zum einen wurden dem Tourismus neue Landesteile erschlossen und zum anderen kam es durch die Integration der Mitglieder der ehemaligen Freundschaftsgesellschaft DDR-Südjemen zu einer deutlichen Erweiterung der Mitgliederzahl und der Wissensbasis. 1994 wechselte der Vorsitz erneut, jetzt zu Peter H. Hellmuth. Von den Gründungsmitgliedern ist derzeit nur noch Walter W. Müller im Beirat aktiv.

## Vereinsorgane
Laut Satzung sind die Vereinsorgane der Vorstand, der Beirat und die Mitgliederversammlung.

### Vorstand
Der Vorstand wird für vier Jahre gewählt.

### Beirat
Die DJG hat eine große Anzahl an Beiräten, die den Vorstand, die Mitglieder und andere Interessierte zu spezifischen Fachfragen beraten. Es werden z. B. folgende Themen, die den Jemen betreffen, abgedeckt: Tourismus, Literatur, Kontakte im Jemen, Kontakte zu Jemeniten in Deutschland, Frauen, Gesundheit, Archäologie, Geschichte, Sprachen, Landwirtschaft, Ökologie, Kunst, Kultur, Wissenschaft und Forschung (gegenwartsbezogene Disziplinen), Zeitgeschichte, Entwicklungszusammenarbeit, Politik, jemenitisches Arabisch, Flora und Fauna.

### Mitgliederversammlung
Die ordentliche Mitgliederversammlung wird in der Regel in der ersten Jahreshälfte einberufen. Dabei wechselt der Tagungsort von Jahr zu Jahr innerhalb Deutschlands, um sukzessive jedem Mitglied einen kurzen Anfahrtsweg zu ermöglichen.

## Sonstiges
Es besteht im Jemen eine von der DJG unabhängige Schwestergesellschaft, die jedoch in engem Kontakt mit der DJG steht und die gleichen Ziele verfolgt.